# Христо Грудев
Христо Грудев Грудев е български политик и лекар-хирург, народен представител от ГЕРБ в XLIII народно събрание. Бил е зам.-областен управител на област Пловдив. Кмет на Асеновград (2007 – 2011, от 2019 г.).

## Биография
Христо Грудев е роден на 21 септември 1960 г. в град Асеновград, Народна република България, в семейство на лекари. Основно и средно образование получава в СОУ „Свети княз Борис I“ в Асеновград. Спортува активно от дете. Носител е на републикански награди по кану-каяк. Поддържа спортната си форма с плуване, бягане и вдигане на тежести. Завършва медицина във ВМИ – Пловдив.
Работи по разпределение като лекар СЗС в село Новаково, област Пловдив. Специализира в Пловдив и София. До избирането му за кмет през 2007 г. работи като хирург в Хирургично отделение на МБАЛ Асеновград.

### Политическа дейност
На местните избори през 2007 г. е кандидат за кмет на община Асеновград, издигнат от коалиция „ГЕРБ – ВМРО“ (ГЕРБ, ВМРО-БНД). На проведения първи тур получава 5778 гласа (или 18,70%) и се явява на балотаж с втория след него Мюмюн Алиджик от ДПС с 5541 гласа (или 17,93%). Печели на втори тур с 27968 гласа (или 80,26%).
На местните избори през 2019 г. е избран от първи тур за кмет на община Асеновград, издигнат от ГЕРБ. На проведения първи тур той получава 12131 гласа (или 54,91%), втори след него е Емил Караиванов от БСП за България с 9422 гласа (или 42,65%).